# Stade Jules Otten
 (mars 2025).
Le stade Jules Otten (Jules Ottenstadion ou Ottenstadion) était un stade situé à Gentbrugge, dans la ville de Gand, en Belgique, dans la Bruiloftstraat, au milieu des résidentiels. D'une capacité de 12 919 spectateurs, il accueillait les matches du club de football KAA La Gantoise. Le stade avait été construit en 1920 et était inauguré le 22 août de cette année par le prince Léopold. Son nom rendait hommage à Jules Otten, un des fondateurs du club de La Gantoise.

## Histoire
Le stade était construit en 1920 et était inauguré le 22 août de cette année par le prince héritier de l'époque Léopold. Le stade était nommé d’après Jules Otten, un des fondateurs de AA Gent, qui s'appelait La Gantoise à l'époque.
En septembre 2008, la construction du Ghelamco Arena ou le stade Artevelde, situé à l'Ottergemsesteenweg, surnommé « Den Art » par les supporters et les habitants de Gand, d’une capacité de 20 000 spectateurs, était commencé ce stade a remplacé le stade Jules-Otten comme stade de AA Gent.
Le stade Jules-Otten a été démoli et remplacé par un quartier résidentiel.